# Chile a 2010. évi téli olimpiai játékokon

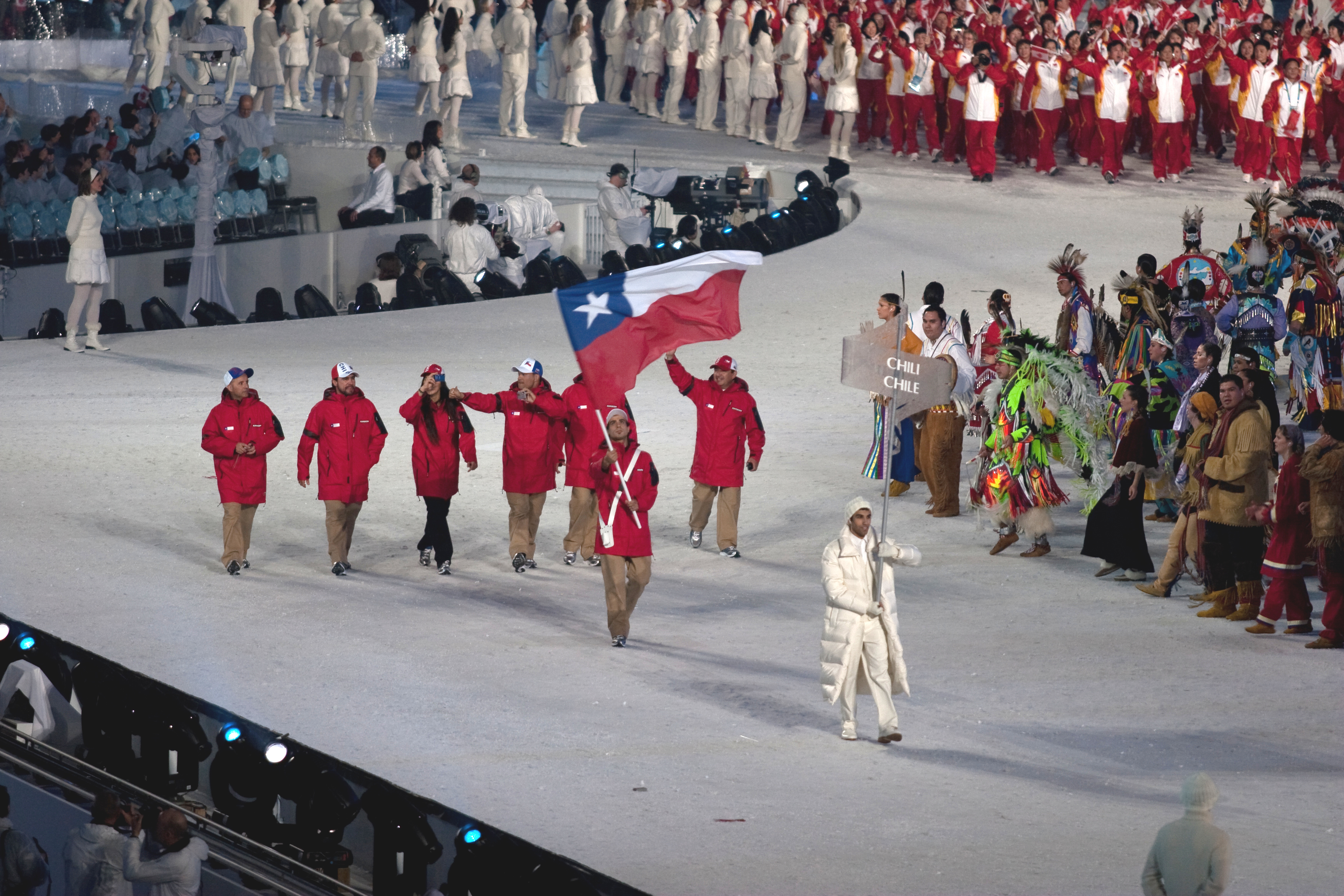
Chile olimpiai küldöttsége a megnyitón

Chile a kanadai Vancouverben megrendezett 2010. évi téli olimpiai játékok egyik részt vevő nemzete volt. Az országot az olimpián 1 sportágban 4 sportoló képviselte, akik érmet nem szereztek.

## Alpesisí
Férfi
| Versenyző    | Versenyszám            | 1. futam   | 1. futam   | 2. futam   | 2. futam   | Összesítés    | Összesítés    |
| Versenyző    | Versenyszám            | Idő        | Hely.      | Idő        | Hely.      | Idő           | Helyezés      |
| ------------ | ---------------------- | ---------- | ---------- | ---------- | ---------- | ------------- | ------------- |
| Maui Gayme   | Lesiklás               |            |            |            |            | 1:59,76       | 49.           |
| Maui Gayme   | Szuperóriás-műlesiklás |            |            |            |            | 1:36,56       | 42.           |
| Jorge Mandru | Szuperóriás-műlesiklás |            |            |            |            | nem ért célba | nem ért célba |
| Jorge Mandru | Lesiklás               |            |            |            |            | 2:01,72       | 56.           |
| Jorge Mandru | Műlesiklás             | nem indult | nem indult | nem indult | nem indult | nem indult    | nem indult    |
| Jorge Mandru | Óriás-műlesiklás       | 1:24,96    | 60.        | 1:26,59    | 50.        | 2:51,55       | 52.           |

Női
| Versenyző       | Versenyszám            | 1. futam | 1. futam | 2. futam      | 2. futam      | Összesítés | Összesítés |
| Versenyző       | Versenyszám            | Idő      | Hely.    | Idő           | Hely.         | Idő        | Helyezés   |
| --------------- | ---------------------- | -------- | -------- | ------------- | ------------- | ---------- | ---------- |
| Noelle Barahona | Lesiklás               |          |          |               |               | 1:57,47    | 34.        |
| Noelle Barahona | Szuperóriás-műlesiklás |          |          |               |               | 1:28,66    | 35.        |
| Noelle Barahona | Műlesiklás             | 58,74    | 50.      | 59,08         | 41.           | 1:57,82    | 41.        |
| Noelle Barahona | Óriás-műlesiklás       | 1:26,76  | 59.      | nem ért célba | nem ért célba | kiesett    | kiesett    |

| Versenyző       | Versenyszám | Lesiklás | Lesiklás | Műlesiklás | Műlesiklás | Összesítés | Összesítés |
| Versenyző       | Versenyszám | Idő      | Hely.    | Idő        | Hely.      | Idő        | Helyezés   |
| --------------- | ----------- | -------- | -------- | ---------- | ---------- | ---------- | ---------- |
| Noelle Barahona | Összetett   | 1:34,05  | 31.      | 50,20      | 28.        | 2:24,25    | 28.        |